# Rubiácea
Rubiácea este un oraș în São Paulo (SP), Brazilia.